# Goya Toledo
Gregoria Micaela Toledo Machín, més coneguda com a Goya Toledo (Arrecife, Lanzarote, Canàries, 24 de setembre de 1969), és una actriu espanyola.

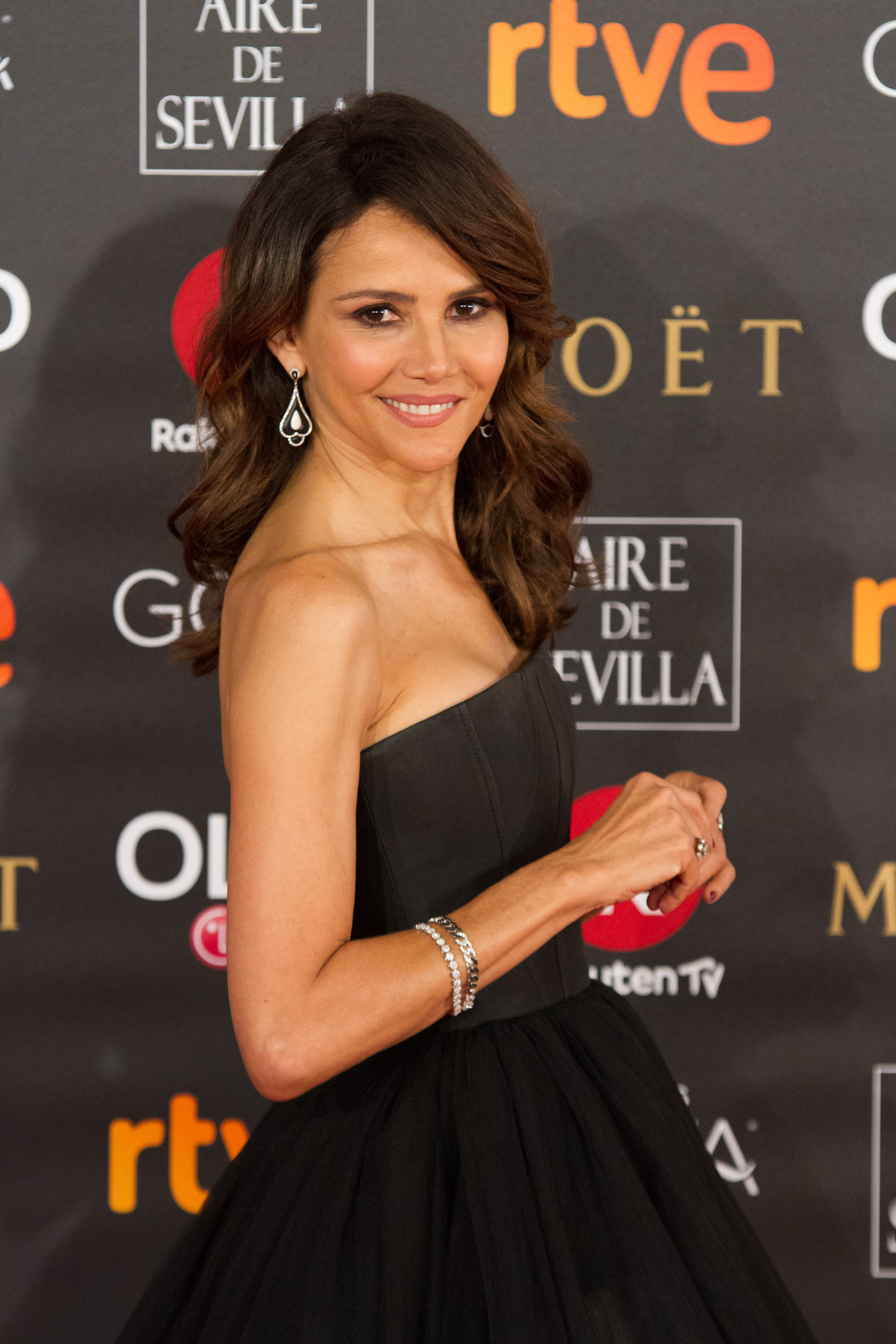
Goya Toledo als Goya de 2018

## Biografia
Va exercir temporalment com a model durant sis mesos per a pagar les seves classes de art dramàtic encara que ella no es considera com a tal. Va estudiar interpretació a l'escola de Cristina Rota.
En 1999 és nominada al Goya a la millor actriu revelació per la pel·lícula Mararía.
Un dels seus primers treballs va ser participar en el vídeo musical de Joaquín Sabina titulat Y nos dieron las diez.
A l'octubre de 2009 es va incorporar al repartiment de la sèrie Los hombres de Paco d'Antena 3. També va treballar al programa Al ataque d'Alfons Arús en 1992.
El 2011 va obtenir la Medalla del Cercle d'Escriptors Cinematogràfics a la millor actriu secundària pel seu paper a Maktub, pel·lícula per la que fou nominada novament al Goya a la millor actriu secundària. El 2014 fou novament nominada al Goya a la millor actriu secundària per Marsella.

## Filmografia
| Any  | Pel·lícula                 | Director                    | Personatge       |
| ---- | -------------------------- | --------------------------- | ---------------- |
| 1995 | Dile a Laura que la quiero | José Miguel Juárez          | Eva              |
| 1996 | Diario de un amor violado  | Giacomo Battiato            | Sonia            |
| 1996 | Más allá del jardín        | Pedro Olea                  | Teresa           |
| 1998 | Mararía                    | Antonio José Betancor       | Mararía          |
| 2000 | Amores perros              | Alejandro González Iñárritu | Valeria          |
| 2000 | Die fremde                 | Götz Spielmann              | Mercedes         |
| 2002 | La caja 507                | Enrique Urbizu              | Mónica Vega      |
| 2003 | Nudos                      | Lluís María Güell           | Silvia           |
| 2003 | Palabras encadenadas       | Laura Mañá                  | Laura            |
| 2004 | Un día sin fin             | Giulio Manfredonia          | Rita             |
| 2004 | Fuera del cuerpo           | Vicente Peñarrocha          | Bárbara Julia    |
| 2005 | Bailando chachacha         | Manuel Herrera              | Alicia           |
| 2005 | Somne                      | Isidro Ortiz                | Andrea           |
| 2007 | El último justo            | Manuel Carballo             | Victoria         |
| 2007 | Las 13 rosas               | Emilio Martínez Lázaro      | Carmen Castro    |
| 2008 | Rivales                    | Fernando Colomo             | Maribel          |
| 2008 | Los años desnudos          | Dunia Ayaso Félix Sabroso   | Lina             |
| 2008 | Sandrine nella pioggia     | Tonino Zangardi             | Giuliana         |
| 2010 | Planes para mañana         | Juana Macías                | Inés             |
| 2011 | Amigos...                  | Marcos Cabotá i Borja Manso | Carolina         |
| 2011 | Maktub                     | Paco Arango                 | Mari Luz         |
| 2014 | Marsella                   | Belén Macías                | Virginia         |
| 2015 | Hablar                     | Joaquín Oristrell           | La chica anuncio |
| 2015 | El desconocido             | Dani de la Torre            | Marta            |
| 2016 | Acantilado                 | Helena Taberna              | Santana          |

## Televisió
| Any  | Sèrie !Personaje                            |                      |
| ---- | ------------------------------------------- | -------------------- |
| 1993 | Los ladrones van a la oficina               |                      |
| 1993 | Encantada de la vida                        | Performer            |
| 1994 | Hermanos de leche                           |                      |
| 1995 | El destino en sus manos                     |                      |
| 1995 | Todos a bordo                               |                      |
| 2006 | Películas para no dormir: Adivina quién soy | Ángela Espinosa      |
| 2006 | La contessa di Castiglione                  |                      |
| 2009 | Acusados                                    | Beatriz Montero      |
| 2010 | Los hombres de Paco                         | Reyes Sánchez-Bilbao |
| 2011 | Mentes en shock                             | Charo Ríos           |

## Premis i candidatures
Medalles del Cercle d'Escriptors Cinematogràfics
| Año  | Categoría                | Película | Resultado  |
| ---- | ------------------------ | -------- | ---------- |
| 2011 | Millor actriu secundària | Maktub   | Guanyadora |

Premis Goya
| Any  | Categoria                                    | Pel·lícula | Resultat |
| ---- | -------------------------------------------- | ---------- | -------- |
| 2014 | Millor interpretació femenina de repartiment | Marsella   | Nominada |
| 2011 | Millor interpretació femenina de repartiment | Maktub     | Nominada |
| 1998 | Millor actriu revelació                      | Mararía    | Nominada |

2009
- Premi GQ a la Millor actriu per Acusados.[8]

2010
- Premi 'Maja de los Goya de Carrera y Carrera' a l'Actriu més elegant i glamurosa de la gala dels Premis Goya 2010.[9]